# Francisco de Montesdoca
Francisco de Montesdoca (Utrera, Sevilla, 15 september 1516 — plaats van overlijden onbekend, 28 april 1597) was een Spaans edelman en kapitein die tijdens de Tachtigjarige Oorlog de Spaanse militaire gouverneur van Maastricht was.
Over De Montesdoca's voorgeschiedenis is weinig bekend. Op 15 september 1569 werd hij door de hertog van Alva benoemd tot militaire gouverneur van Maastricht. In 1572 eiste hij van de stad een nieuwe eed van trouw, omdat er voortdurend geklaagd werd over de lasten van het Spaanse garnizoen. Gaandeweg joeg hij de Maastrichtse bevolking steeds meer tegen zich in het harnas door toe te staan dat de Spaanse soldaten zich misdroegen. Omdat de stad zich beklaagde over de hoge lasten, eiste Montesdoca een nieuwe eed van trouw. Op 20 oktober 1576 werd hij gevangengenomen op last van de Maastrichtse raad en met medewerking van het Duitse deel van het garnizoen. Toen een buiten Maastricht gelegen Spaans garnizoen onder bevel van Don Alonso de Vargas de stad betrad om De Montesdoca te bevrijden, escaleerde dit in de Spaanse Furie in Maastricht.
Na de Pacificatie van Gent moest het Spaanse garnizoen in april 1577 Maastricht verlaten en werd op bevel van landvoogd Juan van Oostenrijk, met instemming van Filips II, De Montesdoca vervangen door Arnold II Huyn van Amstenrade, heer van Geleen. Na de zeer gewelddadige inname van Maastricht door Parma in juni 1579 werd hij opnieuw enige maanden gouverneur van Maastricht.